# ThaiGAP
ThaiGAP (Q-GAP) là quy trình thực hành nông nghiệp tốt tại Thái Lan, do Chính phủ ban hành trên cơ sở các tiêu chuẩn quốc tế. Bên cạnh đó, Chính phủ Thái Lan đã xây dựng, giới thiệu chương trình chứng nhận chất lượng và an toàn thực phẩm “Q”, xây dựng logo “Q” cho tất cả các nông sản (cây trồng, vật nuôi và thủy sản).
Cục Nông nghiệp của Thái Lan là đơn vị cấp các loại chứng nhận bao gồm Q GAP, Q xưởng đóng gói, Q cửa hàng. Có 3 mức chứng nhận gồm: mức dư lượng thuốc bảo vệ thực vật an toàn; mức dư lượng thuốc bảo vệ thực vật an toàn và không có dịch hại; và mức dư lượng thuốc bảo vệ thực vật an toàn, sạch dịch hại và chất lượng cao hơn.
Tám nội dung cần thực hiện để đạt tiêu chuẩn QGAP: nguồn nước, địa điểm nuôi trồng, sử dụng các loại hóa chất nguy hiểm trong nông nghiệp, kho chứa sản phẩm và vận chuyển trên đồng ruộng, ghi chép số liệu, sản xuất sản phẩm sạch sâu bệnh, quản lý chất lượng nông sản, thu hoạch và xử lý thu hoạch.
Những cơ sở có sản phẩm đạt được từ điểm 1 đến 5 là mức "mức dư lượng thuốc bảo vệ thực vật an toàn"; từ 1 đến 6 là đạt "mức dư lượng thuốc bảo vệ thực vật an toàn và không có dịch hại"; và đạt 8 nội dung nêu trên là đạt mức "dư lượng thuốc bảo vệ thực vật an toàn, sạch dịch hại và chất lượng cao hơn".

## Chăn nuôi
Trong chăn nuôi, hệ thống GAHP được hoàn thiện với 16 tiêu chuẩn GAHP cho các loại vật nuôi khác nhau hướng đến mục tiêu mấu chốt là: sản phẩm phải an toàn, chất lượng sản phẩm phải đạt yêu cầu, môi trường không bị tổn hại và người lao động trong trang trại được bảo vệ. 
Cơ quan chịu trách nhiệm và quản lý GAHP là Cục phát triển chăn nuôi với chức năng là trực tiếp chỉ đạo thực hiện GAP và các bộ phận trực thuộc của Cục tại các Tỉnh chịu trách nhiệm cấp chứng nhận. Giấy chứng nhận ThaiGAHP chỉ có giá trị trong vòng 3 năm và sau đó lại được cấp lại GAHP tùy vào việc trang trại có đảm bảo duy trì các tiêu chí hay không. Hiện Thái Lan là nước đi đầu trong khu vực Đông Nam Á với khoảng 15.000 trang trại chăn nuôi đã được cấp chứng nhận GAHP.